# Underground (film)
Underground (cu sensul de Subteran, în sârbă Подземље/Podzemlje) este un film de comedie-dramă de război din 1995 regizat de Emir Kusturica, după un scenariu scris de regizor și Dušan Kovačević. Este cunoscut și pentru subtitlul său A fost odată o țară (în sârbă Била једном једна земља/Bila jednom jedna zemlja), care a fost titlul unei mini-serii TV de 5 ore (versiunea lungă de montaj a filmului), mini-serie care a fost difuzată de Radio Televiziunea Sârbă‎‎ în 1996. 
Filmul Underground folosește povestea epică a doi prieteni pentru a înfățișa o istorie a Iugoslaviei de la începutul celui de-al doilea război mondial și până la începutul războaielor iugoslave din anii 1990. Filmul a fost o coproducție internațională cu companii din Iugoslavia (Serbia), Franța, Germania, Republica Cehă și Ungaria. Versiunea cinematografică are 163 minute. În interviuri, Kusturica a declarat că versiunea sa originală a avut peste 320 de minute, dar a fost obligat să mai taie din ea de către co-producători. 
Underground a câștigat Palme d’Or la Festivalul de Film de la Cannes din 1995. A fost cel de-al doilea premiu al lui Kusturica, după Tata în călătorie de afaceri (1985).

## Intrigă
Dimineața devreme, la 6 aprilie 1941, la Belgrad, capitala Regatului Iugoslaviei, doi hoți petrecăreți Petar Popara, poreclit Crni (Blacky) și Marko Dren se îndreaptă spre casă. Ei trec prin Parcul Kalemegdan și-l salută pe fratelui lui Marko, Ivan, un îngrijitor de animale de la Grădina Zoologică din Belgrad. Marko îi spune soției gravide a lui Blacky, Vera, că l-au înscris pe Blacky în Partidul Comunist (KPJ). 

### Prima parte: Război
Ulterior, Blacky, mahmur, ia micul dejun, în timp ce soția sa gravidă Vera se plânge de presupusa lui aventură cu o actriță de teatru. Deodată, se aud urletele avioanelor și bombele germane încep să cadă asupra Belgradului. După terminarea atacului aerian, Blacky iese afară, împotriva dorințelor soției sale, și inspectează orașul devastat. Descoperă ruinele clădirilor și animale sălbatice scăpate de la grădina zoologică, apoi se întâlnește cu Ivan care are cu el un cimpanzeu pe nume Soni. Rezistența Armatei Regale Iugoslave este rapid distrusă, iar trupele germane ocupă curând și dezmembrează întreg Regatul. Blacky începe să opereze clandestin ca activist comunist împreună cu Marko și alții. Blacky își vizitează ocazional amanta, Natalija Zovkov, care a fost repartizată într-o brigadă de muncă a actorilor speciali care ajută eforturile de reconstrucție a orașului sub control ocupațional german. Fiind o actriță apreciată, răsfățată și celebrată a Teatrului Național, Natalija a atras atenția unui ofițer german de rang înalt, numit Franz. 
Marko a aranjat un depozit de arme într-un loc ascuns în pivnița casei bunicului său. După interceptarea lor cu un volum mare de arme, Marko și Blacky sunt identificați ca bandiți comuniști periculoși în buletinele radio germane. În timp ce Blacky se ascunde în pădure, germanii intensifică raidurile din ușă în ușă în oraș. Marko îi duce pe Vera, Ivan și mulți alții în pivniță pentru a se ascunde. Vera dă naștere unui băiețel, pe care îl numește Jovan înainte de a muri. 
În 1944, Blacky este în oraș pentru a sărbători ziua de naștere a fiului său la o petrecere comunistă locală. Cei doi cei mai buni prieteni se îndreaptă spre teatru într-o dispoziție jovială. Ei o văd pe Natalija interpretând pe scenă în fața lui Franz și a altor ofițeri germani, iar Blacky îl împușcă pe Franz în piept. Cu Natalija, Blacky reușește să ajungă la o barcă ancorată pe un râu chiar în afara Belgradului. Toți se pregătesc pentru o nuntă forțată, în ciuda protestelor Natalijei. 
Petrecerea este întreruptă de soldații germani care înconjoară barca ancorată. Deodată, Franz apare strigând, cerând ca Blacky și Marko să o elibereze pe Natalija, care fuge la Franz. Blacky este capturat de germani și torturat în spitalul din oraș cu șocuri electrice în timp ce Franz și Natalija își vizitează fratele Bata aflat în același spital. Între timp, Marko a găsit o modalitate de a intra în clădire printr-un pasaj subteran de canalizare. Marko  se strecoară în spatele lui Franz, îl sugrumă mortal cu un șnur în fața Natalijei care trece din nou de partea lor. Marko continuă apoi să-l elibereze pe Blacky. Ei pleacă cu Blacky extenuat care este ascuns într-o valiză. Blacky este rănit accidental în valiză de o grenadă. 
Câteva zile mai târziu, de Paște 1944, Marko și Natalija, acum un cuplu, se uită la Blacky aflat în comă. La sfârșitul lunii octombrie, Armata Roșie însoțită de partizanii iugoslavi intră la Belgrad. Marko ține discursuri aprinse de pe balconul Teatrului Național în timpul crizei de la Trieste, socializează cu Josip Broz Tito, Aleksandar Ranković și Edvard Kardelj și stă lângă Tito în timpul paradelor militare prin centrul Belgradului. 

### Partea a doua:Războiul Rece
În 1961, Marko este unul dintre cei mai apropiați asociați și consilieri ai lui Tito. Blacky și-a revenit între timp dar împreună cu ceilalți sunt încă în pivniță, având impresia că Războiul continuă deasupra lor. Marko și Natalija participă la o ceremonie pentru deschiderea unui centru cultural și dezvăluie o statuie a lui Petar Popara Blacky, despre care toată lumea crede că a murit, devenind astfel Erou al Poporului. Cu ajutorul bunicului său, Marko supraveghează fabricarea armelor și chiar controlează timpul adăugând ore în fiecare zi, astfel încât oamenii din pivniță cred că au trecut doar 15 ani de la începutul celui de-al Doilea Război Mondial în loc de 20. Ei produc continuu arme și Marko profită enorm din acest lucru. 
Deasupra lor, încep filmările la un film cinematografic sponsorizat de stat, bazat pe memoriile lui Marko intitulate Proleće stiže na belom konju (Primăvara vine pe un cal alb). În curând, Jovan, fiul de 20 de ani al lui Blacky, se va căsători cu Jelena, o fată cu care a crescut în pivniță. Marko și Natalija sunt invitați desigur la o sărbătoare. Cimpanzeul lui Ivan, Soni, s-a rătăcit într-un tanc construit în pimniță și a tras un proiectil care a făcut o gaură în perete. Soni iese afară, se rătăcește și Ivan îl urmează. 
Blacky, cu fiul său Jovan, ies din subteran pentru prima dată în ultimii 20 de ani. Întâlnesc actorii și echipa de producție a filmului Primăvara vine pe un cal alb și cred că războiul este încă în continuare, ucid doi actori îmbrăcați în naziști și pe actorul care-l interpretează pe Franz. În această vânătoare de naziști, Jovan se înecă, dar Blacky scapă. 

### Partea a treia: Război
În 1992, în toiul războaielor iugoslave, Ivan reapare cu Soni, pe care l-a găsit recent. Se lovește de Marko, care încearcă să intermedieze un transfer de arme în mijlocul unei zone de conflict. Înțelegerea pică și Ivan îl prinde pe Marko și îl bate până îl lasă inconștient, apoi se sinucide. Natalija ajunge și intervine de partea lui Marko, delcarându-și dragostea pentru el. Sunt prinși de militanți și sunt comandați să fie executați ca traficanți de arme de către comandantul militanților, Blacky. 
Blacky își mută oamenii în pivnița în care a trăit cu ani în urmă, luându-l pe Soni cu el. El vede o imagine a lui Jovan într-o fântână și, din neatenție, cade în ea ce se întinde după el. 
Într-o secvență finală ca într-un vis, Blacky, Marco și alții sunt împreună la o petrecere afară, sărbătorind nunta lui Jovan. Ivan spune câteva cuvinte de despărțire, care se termină cu „A fost odată o țară”. 

## Distribuție
- Miki Manojlović ca Marko Dren, oficial al Partidului Comunist  care avansează în ierarhia partidului și care devine traficant de arme
- Lazar Ristovski ca Petar „Blacky” Popara, un electrician care se înscrie în Partidul Comunist înainte de al doilea război mondial și sfârșește ca un patriot sârb în timpul războaielor iugoslave
- Mirjana Joković ca Natalija Zovkov, o actriță de teatru oportunistă care-și schimbă constant loialitatea
- Slavko Štimac ca Ivan Dren, fratele bâlbâit al lui Marko, care are grijă de animalele de la Grădina Zoologică din Belgrad
- Ernst Stötzner ca Franz, un ofițer din Wehrmacht responsabil de Belgrad. De asemenea, Stötzner joacă un actor care îl interpretează pe Franz în filmul Primăvara vine pe un cal alb.
- Srđan Todorović ca Jovan Popara, fiul lui Blacky, care își trăiește aproape întreaga viață în subteran
- Mirjana Karanović ca Vera, soția lui Blacky
- Danilo Stojković ca bunicul lui Marko, care este proprietarul pivniței și care îl ajută să țină secretul față de cei din pivniță
- Bora Todorović ca Golub, șeful orchestrei de alămuri care îi însoțește frecvent pe Blacky și Marko
- Davor Dujmović ca Bata, fratele bolnav al Natalijei
- Mirsad Tuka ca investigator
- Predrag Zagorac ca Tomislav

## Producție
Filmarea a început în toamna anului 1993 și a durat până la începutul primăverii anului 1995. Radio-televiziunea din Serbia a avut un rol minor în finanțarea filmului, iar filmul a folosit echipamentele armatei iugoslave închiriate ca recuzită. Eurimages a contribuit parțial la realizarea filmului. 

### Coloana sonoră
Coloana sonoră a filmului include muzica lui Goran Bregović și participarea cântăreței Cesária Évora. 

## Recepție

### Recepție critică
Underground nu a fost revizuit pe scară largă de criticii în limba engleză, cu toate că a obținut recenzii în general favorabile. Pe Rotten Tomatoes filmul are un scor de 81% pe baza a 31 de critici. În New York Daily News, Dave Kehr a lăudat filmul ca fiind „inteligent de feroce și emoțional din punct de vedere al acțiunii”, iar Kevin Thomas de la Los Angeles Times a precizat că filmul „[...] are un umor absurd scandalos, dar [prezintă] și o durere de nedescris, suferință și nedreptate".  Deborah Young de la revista  Variety a revizuit pozitiv filmul după ce l-a văzut la Festivalul de Film de la Cannes din 1995, considerând că este ca un „tăvălug de circ care lasă spectatorul amețit și epuizat, dar puternic impresionat" și a adăugat că "dacă Federico Fellini ar fi regizat un film de război, acesta poate că ar fi semănat cu Underground”.
Janet Maslin, de la The New York Times, a scris că „adevărata forță a filmului este ideea devastatoare a unei dimineți în care, după ce a trăit o amăgire politică care a durat câteva decenii, un bărbat poate ieși dintr-o ascunzătoare subterană din Iugoslavia natală și să i se spună că nu mai există Iugoslavia". În timp ce recunoaște că „politica din Underground a fost asaltată și disecată de publicul internațional”, consideră că „această dezbatere este în mare parte specifică, deoarece nu există o agendă ascunsă pentru această povestire robustă și nu teribil de subtilă a duplicității... ideea centrală a domnului Kusturica fiind o reprezentare îndrăzneață a șicanelor politice care păcălesc o întreagă societate și a corupției care face un om să prospere în detrimentul celui mai drag prieten al său".
Într-un articol din revista Sight & Sound din noiembrie 1996, autoarea britanică Misha Glenny a lansat un atac înțepător asupra criticilor care privesc acest film sau Lepa sela lepo gore al lui Srđan Dragojević printr-un obiectiv critic simplist, cu lentile pro- sau anti-sârbe.

### Răspuns politic
Criticii au considerat personajele Marko și Blacky drept „idealizarea lui Kusturica a sârbilor prinși în acte disperate de istorie și în răul altora, în timp ce personajele fricoase din film sunt croații și bosniacii, care au ales trădarea și colaborarea”.
Stanko Cerović, directorul departamentului de redacție sârbo-croat al Radio France Internationale, a denunțat puternic filmul în iunie 1995, acuzându-l pe Kusturica că a răspândit propaganda sârbă, folosind doar imaginile din istoria Iugoslaviei care i-au convenit, ignorând „bombardamentul Vukovarului și a asediul de trei ani al Sarajevo-ului (orașul său natal) de către armata sârbă”. Cu toate acestea, în 2012, Cerović a spus că nu există nicio propagandă în acest film și că „este foarte posibil ca Underground să îmbătrânească bine”.
De-a lungul anilor 1990, Kusturica a fost atacat frecvent de intelectualii publici francezi Bernard-Henri Lévy și Alain Finkielkraut în mass-media franceză în privința alegerilor sale de viață și în carieră. În general, cei doi au adoptat viziunea naționalistă oficială musulman bosniacă care-l consideră pe Kusturica un „trădător care a trecut de partea inamicului întorcând astfel spatele orașului său, rădăcinilor sale etnice și a națiunii sale”.   Finkielkraut nu a văzut filmul când a scris în Libération că „falsificarea ofensivă și stupidă a trădătorului care a primit palma martiriului a trebuit să fie denunțată imediat”. Între timp, Lévy l-a numit pe Kusturica un „autor fascist”, în timp ce și-a rezervat o viitoare părere după ce va viziona filmul. După ce a vizionat Underground, Lévy l-a numit pe Kusturica un „geniu rasist asemănător lui Louis-Ferdinand Céline”. Alți intelectuali precum André Glucksmann și Peter Handke s-au alăturat dezbaterii.
În cadrul discuțiilor din septembrie 2008 între filosoful sloven Slavoj Žižek și Bernard-Henri Lévy cu privire la problemele care au legătură cu semnificația istorică și socială a evenimentelor din Mai 1968 în Franța, Žižek a adus în discuție filmul Underground și pe Kusturica, iar Lévy a spus despre Underground că el ”crede că este unul dintre cele mai oribile filme pe care l-a văzut... Ce fel de societate iugoslavă vezi în acest film al lui Kusturica? O societate în care oamenii tot timpul curvesc, beau, luptă - un fel de orgie eternă.” Lévy a răspuns că se consideră un „dușman al lui Kusturica, ca om”, dar că Underground nu este „un film rău” apoi a continuat să laude structura narativă a filmului și a concluzionat că „d-l. Kusturica este unul dintre acele cazuri, avem și scriitori de acest fel, în care omul este mai prost decât munca lui”. Romancierul bosniaco-american Aleksandar Hemon a criticat Underground în 2005, afirmând că a redus atrocitățile sârbești prin „prezentarea războiului în Balcani ca un produs al nebuniei colective, înnăscute, sălbatice”.

### Distincții
Underground a câștigat premiul Palme d'Or la Festivalul de Film de la Cannes din 1995, acesta fiind considerat cea mai mare onoare a festivalului. A fost cel de-al doilea premiu al regizorului Emir Kusturica, după cel pe care l-a primit pentru filmul său din 1985, Tata în călătorie de afaceri. Underground a fost selectat ca propunerea Serbiei pentru cel mai bun film străin la a 68-a ediție a Premiilor Oscar, dar nu a fost acceptat.
| Premiu                                        | Data ceremoniei   | Categorie               | Destinatar(i)  | Rezultat     | Note   |
| --------------------------------------------- | ----------------- | ----------------------- | -------------- | ------------ | ------ |
| Boston Society of Film Critics                | 14 decembrie 1997 | cel mai bun film străin | Emir Kusturica | Câștigat     | [ 34 ] |
| Festivalul Internațional de Film de la Cannes | 17 – 28 mai 1995  | Palme d'Or              | Emir Kusturica | Câștigat     | [ 30 ] |
| Premiile César                                | 3 februarie 1996  | cel mai bun film străin | Emir Kusturica | Nominalizare | [ 35 ] |
| Premiile Independent Spirit                   | 21 martie 1998    | cel mai bun film străin | Emir Kusturica | Nominalizare | [ 36 ] |
| Premiul Lumières                              | 29 ianuarie 1996  | cel mai bun film străin | Emir Kusturica | Câștigat     | [ 37 ] |
| National Society of Film Critics              | 3 ianuarie 1998   | cel mai bun film străin | Emir Kusturica | Locul 2      | [ 38 ] |
| Premiile criticilor de film din New York      | 11 decembrie 1997 | cel mai bun film străin | Emir Kusturica | Locul 2      | [ 39 ] |

## Proces de calomnie
La 8 martie 2001, revista de știri sârbă Vreme a publicat o piesă a dramaturgei sârbe Biljana Srbljanović sub titlul „Hvala lepo”, care se referă în trecere la Underground, ca fiind „finanțat de Milošević” și îl acuză pe Kusturica că este „un profitor imoral“. Biljana a continuat să-l acuze pe regizor de „colaborare directă cu regimul prin intermediul prietenului său Milorad Vučelić”. La 20 martie 2001, Kusturica a decis s-o dea în judecată pe Srbljanović pentru calomnie.
Înainte de prima întâlnire a instanței din septembrie 2001, revista Vreme a organizat o tentativă de mediere între cele două părți, Kusturica și Srbljanović s-au întâlnit față în față în birourile revistei. În cadrul ședinței, Kusturica și-a exprimat disponibilitatea de a renunța la acuzații dacă Srbljanović își cere scuze public, însă Srbljanović a refuzat. A doua zi, în data primei instanțe, Srbljanović a respins din nou oferta de retragere a acuzațiilor dacă își cere scuze public. Astfel, dosarul instanței a continuat, avocatul lui Kusturica, Branislav Tapušković, prezentând detalii despre sursele de finanțare ale filmului, cele mai multe dintre acestea fiind companii de producție franceze. La 11 decembrie 2003, instanța municipală s-a pronunțat în favoarea lui Kusturica, obligând-o pe Srbljanović la plata daunelor, precum și la acoperirea cheltuielilor de judecată.